# 玄武

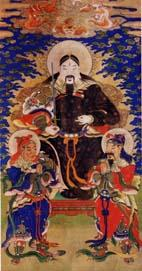
玄武（玄天上帝）。

玄武（げんぶ、拼音: xuánwŭ ショワンウー）は、中国の神、四象の「太陰（老陰）」、四神の一つ、霊獣。北の星宿の神格化。玄天上帝ともいう。宋代には避諱のため、真武と改名されている。清代には北極佑聖真君に封じられている。「上帝翁」「上帝公」などとも呼ばれる。福建省では黒虎（こっこ）に置き換わっている。

## 概要
玄武は、北方を守護する、水神。玄は黒を意味し、黒は五行説では北方の色とされ水を表す。
亀蛇合体像の形をとる。脚の長い亀に蛇が巻き付いた姿で描かれたり、尾が蛇となっている場合などもある。ただし玄天上帝としては黒服の男の姿で描かれる。
古代中国において、亀は「長寿と不死」の象徴、蛇は「生殖と繁殖」の象徴で、後漢末の魏伯陽は「周易参同契」で、玄武の亀と蛇の合わさった姿を、「玄武は亀蛇、共に寄り添い、もって牡牝となし、後につがいとなる」と、陰陽が合わさる様子に例えている。
「玄武」の本来の表記は（発音は同じ）「玄冥」（「冥」は「陰」を意味し、玄武は「太陰神」とされた）であり、（北方の神である）玄武は、（北にある）冥界と現世を往来して、冥界にて（亀卜＝亀甲占いの）神託を受け、現世にその答えを持ち帰ることが出来ると信じられた。
「玄武」の「武」は、玄武の「武神」としての神性に由来し、後漢の蔡邕は「北方の玄武、甲殻類の長である」と述べ、北宋の洪興祖は「武という亀蛇は、北方にいる。故に玄と言う。身体には鱗と甲羅があり故に武という」と述べた。玄武の武神としての神性は、信仰を得られず、唐宋以降には伝わらなかった。
中国天文学では、周天を天の赤道帯に沿って4分割した1つで、北方七宿の総称。北方七宿の形をつなげて蛇のからみついた亀の姿に象った。
日本では、奈良県の薬師寺金堂の本尊台座や、明日香村のキトラ古墳の石槨内壁の北側壁にも玄武が描かれている。
俳句において冬の季語である「冬帝」「玄帝」と同義であり、「冬（北・玄）」の象徴である。なお、冬のことを「玄冬」ともいう。

## 中国神話の玄武
白虎、青竜、朱雀とともに四神という形で一組にされ、西を白虎、東を青龍、南を朱雀と、それぞれが各一方を分担して守護するものされる。玄武は北方の守護を司どるが、玄武と北方との結び付きは、五行説が中央に黄色、北方に黒、東方に青、西方に白、南方に赤と五色を割り当てたことに由来しており、四神の信仰は五行説の影響を受けながら戦国時代ごろに成立したと考えられている。その後、四神の信仰は中国の中のみならず、古代の朝鮮や日本にも伝わった。